# Diplobryum
Diplobryum é um género botânico pertencente à família Podostemaceae.